# Los Aldamas
Los Aldamas é um município do estado de Nuevo León, no México.
Em 2005, o município possuía um total de 1.675 habitantes.